# The Walking Dead: Dead City
Tales of the Walking Dead The Walking Dead: Daryl Dixon
The Walking Dead: Dead City est une série télévisée américaine diffusée aux États-Unis depuis le 18 juin 2023 sur AMC et en France depuis le 19 juin 2023 sur OCS Pulp en version originale sous-titrée français.
C'est la quatrième série dérivée de l'univers de The Walking Dead, après Fear the Walking Dead, The Walking Dead: World Beyond et Tales of the Walking Dead, et la cinquième de la franchise. Au début du projet, la série devait s'appeler Isle of the Dead avant d'être renommée.
La série sera centrée sur les personnages de Maggie Greene (Lauren Cohan) et Negan (Jeffrey Dean Morgan). Eli Jorne servira de showrunner, qui a cocréé la série avec Scott Gimple.

## Synopsis
L'histoire va emmener Maggie et Negan à la recherche du fils enlevé de Maggie, Hershel Rhee (fils de Glenn Rhee), dans un Manhattan post-apocalyptique, depuis longtemps coupé du continent. La ville en ruine est peuplée de morts et d’habitants qui ont fait de New York leur propre monde, plein d’anarchie, de danger, de beauté et de terreur.

## Distribution

### Acteurs principaux
- Lauren Cohan (VF : Marie Giraudon) : Maggie Greene
- Jeffrey Dean Morgan (VF : Jérémie Covillault) : Negan Smith
- Gaius Charles (VF : Baptiste Marc) : Perlie Armstrong
- Željko Ivanek (VF : Hervé Bellon) : Le Croate
- Mahina Napoleon : Ginny (saisons 1 et 2)
- Logan Kim (VF : Esteban Oertli) : Hershel Rhee (depuis la saison 2, récurrent saison 1)
- Lisa Emery (VF : Jocelyne Darche) : The Dama (depuis la saison 2, récurrente saison 1)
- Dascha Polanco (VF : Christine Bracobbier) : Lucia Narvaez (saison 2)
- Keir Gilchrist : Benjamin Pierce (depuis la saison 2)

### Acteurs récurrents
- Jonathan Higginbotham (VF : Frédéric Popovic) : Tommaso (saison 1)
- Karina Ortiz (VF : Corinne Wellong) : Amaia (saison 1)
- Kim Coates (VF : Gabriel Le Doze) : Bruegel (saison 2)
- Pooya Mohseni (VF : Valérie Nosrée) : Roksana (saison 2)

### Invités
- Trey Santiago-Hudson (VF : Aurélien Raynal) : Jano (saison 1)
- Michelle Hurd (VF : Virginie Emane) : Jones (saison 1)
- Michael Anthony (VF : Sourou Ouadodji) : Luther (saison 1)
- Steven Ogg (VF : Joël Zaffarano) : Simon (saison 1)
- Jasmin Walker (VF : Mélissa Berard) : Charlie Byrd, leader de New Babylon (saisons 1 et 2)
- Jake Weary : Christos (saison 2)
- Logan Schmucker : Victor (saison 2)
- Anthony Molinari : Houseman (saison 2)
- Tom Ukah : Waylen (saison 2)
- Medina Senghore : Annie, femme de Negan (saison 2)
- Hilarie Burton : Lucille, ex-femme décédée de Negan (saison 2)

## Production
En mars 2022, AMC annonce officiellement une troisième série dérivée de l'univers The Walking Dead, intitulée Isle of the Dead. La série sera centrée sur Maggie et Negan. Prévue pour être diffusée sur AMC+ et AMC le 18 juin 2023, la première saison de la série comprendra six épisodes. Eli Jorné, qui a été scénariste et coproducteur exécutif de The Walking Dead pendant plusieurs saisons et qui a un accord global avec AMC Studios, sera le showrunner et le producteur exécutif de la série, qui est supervisée par Scott M. Gimple, responsable du contenu de l'univers The Walking Dead. Lauren Cohan et Jeffrey Dean Morgan seront également producteurs exécutifs.
Le 21 juillet 2023 la série est officiellement renouvelée pour une deuxième saison.
Le 4 Avril 2024 Kim Coates est annoncé par AMC et rejoint officiellement le casting pour la deuxième saison dans un rôle régulier en jouant Bruegel.
Le tournage débute le 8 avril à Boston, jusqu'à fin juillet.
En juillet 2025 la série est officiellement renouvelée pour une troisième saison.

### Fiche technique
- Titre original et français : The Walking Dead: Dead City
- Création : Eli Jorné
- Réalisation : Kevin Dowling, Gandja Monteiro, Loren Yaconelli
- Scénario : Eli Jorné, Keith Staskiewicz, Brenna Kouf
- Direction artistique : Derek Haas, Andy Eklund, Rocio Gimenez
- Décors : Carol Silverman
- Costume : Stephanie Maslansky
- Photographie : Terry Stacey, Vanessa Joy Smith
- Musique : Ian Hultquist
- Montage : Ian Silverstein, Matthew Booras, Elizabeth Merrick
- Effets spéciaux : Andrew Herrera, Aleksandr Lokensgard, Mike Rotella
- Casting : Christine Kromer
- Production : Scott M. Gimple, Eli Jorné, Lauren Cohan, Jeffrey Dean Morgan et Brian Bockrath
- Société de production : AMC Studios
- Société de distribution : AMC
- Pays d'origine : États-Unis
- Langue originale : anglais
- Format : couleur - 35 mm - 1,78:1 - son Dolby Digital
- Genre : horreur, série dramatique

## Épisodes
| Saisons | Saisons | Nombre d'épisodes | Diffusion originale sur AMC | Diffusion originale sur AMC | Diffusion française sur - OCS Pulp (saison 1) - Ciné+ OCS (saison 2) | Diffusion française sur - OCS Pulp (saison 1) - Ciné+ OCS (saison 2) |
| Saisons | Saisons | Nombre d'épisodes | Début de saison             | Fin de saison               | Début de saison                                                      | Fin de saison                                                        |
| ------- | ------- | ----------------- | --------------------------- | --------------------------- | -------------------------------------------------------------------- | -------------------------------------------------------------------- |
|         | 1       | 6                 | 18 juin 2023                | 23 juillet 2023             | 19 juin 2023                                                         | 24 juillet 2023                                                      |
|         | 2       | 8                 | 4 mai 2025                  | 22 juin 2025                | 5 mai 2025                                                           | 23 juin 2025                                                         |

### Première saison (2023)

#### Épisode 1:De vieilles connaissances
- États-Unis : 18 juin 2023 sur AMC
- France : 19 juin 2023 sur OCS Pulp

- États-Unis : 704 000 téléspectateurs (première diffusion)

- Eleanor Reissa (en) : Esther
- Pallavi Sastry : Nina
- Charlie Solis : Barman
- David Chen (en) : Gritz
- Alex Borlo : Prostituée
- Jesse Reid : Prostitué

#### Épisode 2:Qui est là?
- États-Unis : 25 juin 2023 sur AMC
- France : 26 juin 2023 sur OCS Pulp

- États-Unis : 706 000 téléspectateurs (première diffusion)

- Eleanor Reissa (en) : Esther
- Pallavi Sastry : Nina
- David Chen (en) : Gritz
- John Wu : Mr Aizawa
- Caleb Reese Paul : Wesley

#### Épisode 3:Les gens sont une ressource
- États-Unis : 2 juillet 2023 sur AMC
- France : 3 juillet 2023 sur OCS Pulp

- États-Unis : 681 000 téléspectateurs (première diffusion)

- Aixa Kendrick : Pilleuse

#### Épisode 4:Tout le monde repart gagnant
- États-Unis : 9 juillet 2023 sur AMC
- France : 10 juillet 2023 sur OCS Pulp

- États-Unis : 697 000 téléspectateurs (première diffusion)

- Steven Ogg : Simon
- Aixa Kendrick : Rizza

#### Épisode 5:Les Histoires qu'on se raconte
- États-Unis : 16 juillet 2023 sur AMC
- France : 17 juillet 2023 sur OCS Pulp

- États-Unis : 701 000 téléspectateurs (première diffusion)

- Lisa Emery : The Dama

#### Épisode 6:Nous sommes chez nous
- États-Unis : 23 juillet 2023 sur AMC
- France : 24 juillet 2023 sur OCS Pulp

### Deuxième saison (2025)

#### Épisode 1:Avoir l'électricité, c'est avoir du pouvoir
- États-Unis : 4 mai 2025 sur AMC
- France : 5 mai 2025 sur Ciné+ OCS

- États-Unis : 378 000 téléspectateurs (première diffusion)

#### Épisode 2:Une énième leçon à la con
- États-Unis : 11 mai 2025 sur AMC
- France : 12 mai 2025 sur Ciné+ OCS

- États-Unis : 278 000 téléspectateurs (première diffusion)

#### Épisode 3:Comment on appelle les gars qui ont traversé le fleuve?
- États-Unis : 18 mai 2025 sur AMC
- France : 19 mai 2025 sur Ciné+ OCS

- États-Unis : 255 000 téléspectateurs (première diffusion)

#### Épisode 4:Affrontement amical
- États-Unis : 25 mai 2025 sur AMC
- France : 26 mai 2025 sur Ciné+ OCS

- États-Unis : 346 000 téléspectateurs (première diffusion)

#### Épisode 5:L'oiseau sait toujours
- États-Unis : 1er juin 2025 sur AMC
- France : 2 juin 2025 sur Ciné+ OCS

- États-Unis : 339 000 téléspectateurs (première diffusion)

#### Épisode 6:Les partenaires de bridge, ça ne court pas les rues...
- États-Unis : 8 juin 2025 sur AMC
- France : 9 juin 2025 sur Ciné+ OCS

- États-Unis : 291 000 téléspectateurs (première diffusion)

#### Épisode 7:Novi Dan, Novi Početak
- États-Unis : 15 juin 2025 sur AMC
- France : 16 juin 2025 sur Ciné+ OCS

- États-Unis : 350 000 téléspectateurs (première diffusion)

#### Épisode 8:Si l'histoire était un immense brasier
- États-Unis : 22 juin 2025 sur AMC
- France : 23 juin 2025 sur Ciné+ OCS

- États-Unis : 376 000 téléspectateurs (première diffusion)

## Autour de la série
Il s'agit de la quatrième série dérivée de la série télévisée The Walking Dead, après Fear the Walking Dead, The Walking Dead: World Beyond, et Tales of The Walking Dead.

## Accueil critique et audiences
En septembre 2023, le site Allociné attribue une note moyenne de 3,6/5 pour 308 notes dont 26 critiques. Tandis que la presse lui attribue une note moyenne de 2,9/5 pour six critiques.
Le site web Internet Movie Database recense à ce jour plus de 13 000 notes pour The Walking Dead: Dead City, avec une note moyenne de 7,2/10.
Sur le site web Metacritic, la série obtient un "Metascore" de 57 pour neuf critiques, et un score des spectateurs de 3,7/10.
Pierre Langlais de Télérama déplore un « scénario bâclé », une « mise en scène illisible (on est plongé dans le noir) », et des « acteurs médiocres ».
Juliette Heuzebroc de Télé-Loisirs souligne, « des décors vertigineux déconseillés aux plus claustrophobes d'entre nous. Un véritable dépaysement inédit et bienvenu qui contribue à réveiller notre curiosité d'entre les morts ».